# 동양고속
주식회사 동양고속(株式會社 東洋高速)은 시외버스·고속버스 운송회사이다. 영남권 노선을 주력으로 운행하며, 서울 및 동서울 기점의 호남선 노선에는 서울/동서울 - 전주, 동서울 - 동광양, 광양, 수원 - 순천 노선에만 운행한다. 2006년 4월 8일 한진그룹의 계열사인 한진고속을 완전히 인수하여 고속버스 보유대수 기준으로 금호고속 다음인 업계 2위로 규모를 확장했다.

## 연혁
- 1968년 12월 19일: 동양고속운수로 설립
- 1969년 8월 15일: 고속버스 운송 면허 취득
- 1970년 7월 22일: 속리산고속 인수
- 1975년 3월 1일: 동양고속훼리 (제주 ~ 부산) 설립
- 1977년 6월 14일: 중앙여객자동차를 인수, 남일여객자동차로 개칭.
- 1977년 7월 1일: 화신백화점[2]에 있었던 서울사무소가 서울고속버스터미널이 개장되면서 이 곳으로 이전
- 1977년 11월 1일: 동신버스의 일부 노선을 인수
- 1980년 7월 1일: 동신버스의 일부 노선을 양도
- 1981년 3월 1일: 속리산고속을 경남버스(현 경남고속)에 양도
- 1981년 5월 19일: 서울 ~ 광주와 서울 ~ 목포의 노선을 광주고속(현 금호고속)에 양도
- 1982년 8월 31일: 동대구 동양고속 터미널이 완공됨
- 1984년 1월 28일: 남일여객자동차를 대원여객 (현 대원고속)에게 양도
- 1986년 3월 1일: 상호명이 동양고속운수에서 동양고속으로 변경
- 1986년 9월 29일: 동양고속훼리 분리
- 1987년 12월 3일: 동서울 ~ 대전, 서대구, 대구한진, 진주, 마산, 창원, 전주, 광양, 동광양 고속버스 운행 개시
- 1989년 10월 27일: 충청남도 논산군에서 화학물질 운반 대형트럭과 추돌로 차내에 가스가 차서질식으로 승객 10여명 이상 사망

(한진고속)
- 1989년 11월 29일: 경기도 안양시 동안구 호계동에 정비공장이 완공, 이전
- 1992년 10월 23일: 우등고속버스 운행 개시
- 1995년 2월 25일: 상호명이 동양고속에서 동양고속건설로 재변경
- 2005년 7월 1일: 동양고속건설을 동양고속운수와 동양건설산업으로 분리
- 2006년 4월 8일: 한진그룹의 고속버스 사업 부문(한진고속)을 인수 대금 375억원에 인수[3]
- 2013년 3월 29일: 상호명이 동양고속운수에서 동양고속으로 변경

## 현황
2024년 3월 기준이다.
| 운행업체 | 보유 노선수 | 보유 노선수 | 보유 노선수 | 등록 대수 | 등록 대수 | 등록 대수 | 등록 대수 |
| -------- | ----------- | ----------- | ----------- | --------- | --------- | --------- | --------- |
| 운행업체 | 노선 합계   | 시외버스    | 고속버스    | 대수 합계 | 시외버스  | 고속버스  |           |
| 동양고속 | 65          | 16          | 49          | 412       | 85        | 327       |           |

## 운행 노선
2024년 3월 기준이다.

#### 경부선
| 운행 노선       | 공동 운행사                                                        | 운행구간 | 운행구간 | 운행구간 | 경유지                                                           | 운행 대수 | 운행 대수 | 운행 대수 | 비고                                            |
| 운행 노선       | 공동 운행사                                                        | 운행구간 | 운행구간 | 운행구간 | 경유지                                                           | 일반      | 우등      | 고급      | 비고                                            |
| --------------- | ------------------------------------------------------------------ | -------- | -------- | -------- | ---------------------------------------------------------------- | --------- | --------- | --------- | ----------------------------------------------- |
| 서울 ↔ 구미     | 중앙고속                                                           | 서울경부 | ↔        | 구미     | 황간, 단 황간운행은 3회 이고 미경유는 일반고속도로 이용 가능하다 | -         | 5         | -         |                                                 |
| 서울 ↔ 대구     | 금호고속 삼화고속 중앙고속 천일고속 한일고속                       | 서울경부 | ↔        | 동대구   | 선산휴게소, 서대구                                               | 2         | 15        | 2         |                                                 |
| 서울 ↔ 대구     | 금호고속 삼화고속 중앙고속 천일고속 한일고속                       | 서울경부 | ↔        | 동대구   | 선산휴게소, 신서혁신도시                                         | -         | 1         | -         | 2018년 3월 1일 신설                             |
| 서울 ↔ 대전     | 금호고속 중앙고속 천일고속 한일고속                                | 서울경부 | ↔        | 대전     |                                                                  | 8         | 18        | 2         | 2015년 9월 23일 감차                            |
| 서울 ↔ 대전청사 | 금호고속 중앙고속 천일고속 한일고속                                | 서울경부 | ↔        | 대전청사 | 대덕컨벤션타운                                                   | 1         | 3         | -         | 2015년 12월 1일 중간 경유지 추가                |
| 서울 ↔ 부산     | 금호고속 삼화고속 중앙고속 천일고속 한일고속                       | 서울경부 | ↔        | 부산     | 낙동강휴게소                                                     | 2         | 12        | 3         | 2019년 4월 10일 중간경유지 변경                 |
| 서울 ↔ 서부산   | 금호고속 삼화고속 중앙고속 천일고속 한일고속                       | 서울경부 | ↔        | 부산서부 | 선산휴게소                                                       | 1         | -         | -         | 2014년 4월 2일 우등 일반전환                    |
| 서울 ↔ 세종     | 금호고속 동원로엑스 삼화고속 속리산고속 중앙고속 천일고속 한일고속 | 서울경부 | ↔        | 세종시   | 세종청사                                                         | -         | 3         | 1         | 2013년 12월 16일 신설 2015년 5월 29일 우등 증차 |
| 서울 ↔ 세종     | 금호고속 동원로엑스 삼화고속 속리산고속 중앙고속 천일고속 한일고속 | 서울경부 | ↔        | 세종시   | 죽전, 세종국책연구단지                                           | -         | 1         | -         | 2018년 1월 31일 신설                            |
| 서울 ↔ 포항     | 천일고속 한일고속                                                  | 서울경부 | ↔        | 포항     | 낙동강휴게소, 포항시청                                           | -         | 9         | 3         | 2019년 4월 10일 중간경유지 변경                 |
| 동서울 ↔ 대구   | 금호고속 삼화고속 중앙고속 천일고속 한일고속                       | 동서울   | ↔        | 동대구   | 선산휴게소, 서대구                                               | 2         | 4         | -         |                                                 |
| 동서울 ↔ 대전   | 금호고속 중앙고속 천일고속 한일고속                                | 동서울   | ↔        | 대전     |                                                                  | 2         | 5         | -         |                                                 |
| 대구 ↔ 부산     | 중앙고속 천일고속 한일고속                                         | 동대구   | ↔        | 부산     | 용계                                                             | 1         | 1         | -         | 2015년 6월 15일 중간경유지 추가                 |
| 대전 ↔ 포항     | 천일고속                                                           | 대전     | ↔        | 포항     | 포항시청                                                         | 1         | 3         | -         |                                                 |
| 수원 ↔ 서부산   | 금호고속                                                           | 수원     | ↔        | 부산서부 | 선산휴게소                                                       | -         | 2         | -         | 2014년 12월 19일 신설                           |
| 천안 ↔ 김해     | 금호고속 천일고속                                                  | 천안     | ↔        | 김해     | 선산휴게소, 김해국제공항                                         | -         | 1         | -         | 미운행 노선                                     |

#### 호남선
| 운행 노선     | 공동 운행사                         | 운행구간 | 운행구간 | 운행구간 | 경유지                 | 운행 대수 | 운행 대수 | 운행 대수 | 비고                            |
| 운행 노선     | 공동 운행사                         | 운행구간 | 운행구간 | 운행구간 | 경유지                 | 일반      | 우등      | 고급      | 비고                            |
| ------------- | ----------------------------------- | -------- | -------- | -------- | ---------------------- | --------- | --------- | --------- | ------------------------------- |
| 서울 ↔ 전주   | 금호고속 중앙고속 천일고속          | 서울호남 | ↔        | 전주     | 정안휴게소, 호남제일문 | 3         | 20        | 2         | 2014년 5월 1일 중간경유지 추가  |
| 동서울 ↔ 광양 | 금호고속 중앙고속 천일고속 한일고속 | 동서울   | ↔        | 동광양   | 정안휴게소, 광양       | 2         | 2         | -         |                                 |
| 동서울 ↔ 전주 | 금호고속 중앙고속 천일고속          | 동서울   | ↔        | 전주     | 정안휴게소, 호남제일문 | 2         | 3         | -         | 2014년 5월 1일 중간경유지 추가  |
| 천안 ↔ 광주   | 삼화고속 속리산고속                 | 천안     | ↔        | 광주     | 정안휴게소             | 1         | 2         | -         | 2015년 9월 23일 중간경유지 추가 |

#### 구마선
| 운행 노선     | 공동 운행사                  | 운행구간 | 운행구간 | 운행구간 | 경유지                       | 운행 대수 | 운행 대수 | 운행 대수 | 비고                                                            |
| 운행 노선     | 공동 운행사                  | 운행구간 | 운행구간 | 운행구간 | 경유지                       | 일반      | 우등      | 고급      | 비고                                                            |
| ------------- | ---------------------------- | -------- | -------- | -------- | ---------------------------- | --------- | --------- | --------- | --------------------------------------------------------------- |
| 서울 ↔ 마산   | 중앙고속                     | 서울경부 | ↔        | 마산     | 선산휴게소, 내서             | 3         | 21        | 9         |                                                                 |
| 서울 ↔ 진주   | 중앙고속                     | 서울경부 | ↔        | 진주     | 인삼랜드휴게소, 개양         | 1         | 5         | 4         | 2015년 3월 23일 중간경유지 추가                                 |
| 서울 ↔ 진주   | 중앙고속                     | 서울경부 | ↔        | 진주     | 인삼랜드휴게소, 진주혁신도시 | -         | 10        | -         | 2016년 6월 27일 신설                                            |
| 서울 ↔ 창원   | 중앙고속                     | 서울경부 | ↔        | 창원     | 선산휴게소, 창원역           | 2         | 11        | 5         |                                                                 |
| 동서울 ↔ 진주 | 중앙고속                     | 동서울   | ↔        | 진주     | 인삼랜드휴게소, 개양         | -         | 1         | -         | 2015년 5월 23일 중간경유지 추가                                 |
| 동서울 ↔ 진주 | 중앙고속                     | 동서울   | ↔        | 진주     | 인삼랜드휴게소, 진주혁신도시 | 1         | -         | -         |                                                                 |
| 동서울 ↔ 창원 | 중앙고속                     | 동서울   | ↔        | 창원     | 선산휴게소, 창원역           | 1         | 1         | -         |                                                                 |
| 성남 ↔ 마산   |                              | 성남     | ↔        | 마산     | 선산휴게소, 내서             | -         | 3         | -         | 2013년 6월 27일 일반 1대 우등전환 2015년 9월 23일 우등 감차     |
| 성남 ↔ 진주   | 중앙고속                     | 성남     | ↔        | 진주     | 인삼랜드휴게소, 개양         | -         | 1         | -         | 2015년 3월 23일 중간경유지 추가                                 |
| 성남 ↔ 진주   | 중앙고속                     | 성남     | ↔        | 진주     | 인삼랜드휴게소, 진주혁신도시 | 1         | -         | -         |                                                                 |
| 성남 ↔ 진해   |                              | 성남     | ↔        | 진해     | 선산휴게소, 마산             | -         | 4         | -         |                                                                 |
| 성남 ↔ 창원   | 중앙고속                     | 성남     | ↔        | 창원     | 선산휴게소, 마산             | 1         | 3         | -         | 2014년 9월 29일 중간경유지 변경                                 |
| 수원 ↔ 진주   |                              | 수원     | ↔        | 진주     | 인삼랜드휴게소, 개양         | -         | 4         | -         | 2015년 3월 23일 중간경유지 추가                                 |
| 수원 ↔ 진주   | 인삼랜드휴게소, 진주혁신도시 | 수원     | ↔        | 진주     | -                            | 2         | -         |           |                                                                 |
| 용인 ↔ 창원   | 중앙고속                     | 용인     | ↔        | 창원     | 신갈, 선산휴게소, 마산       | -         | 2         | -         | 2012년 11월 30일 노선 신설 인가 2014년 2월 10일 중간경유지 변경 |

#### 경인선
| 운행 노선       | 공동 운행사       | 운행구간     | 운행구간 | 운행구간 | 경유지                       | 운행 대수 | 운행 대수 | 운행 대수 | 비고                                                              |
| 운행 노선       | 공동 운행사       | 운행구간     | 운행구간 | 운행구간 | 경유지                       | 일반      | 우등      | 고급      | 비고                                                              |
| --------------- | ----------------- | ------------ | -------- | -------- | ---------------------------- | --------- | --------- | --------- | ----------------------------------------------------------------- |
| 인천 ↔ 대구     | 삼화고속          | 인천         | ↔        | 동대구   | 선산휴게소, 서대구           | -         | 6         | -         |                                                                   |
| 인천 ↔ 부산     | 삼화고속 천일고속 | 인천         | ↔        | 부산     | 낙동강휴게소                 | 1         | 2         | -         | 2019년 4월 10일 중간경유지 변경                                   |
| 인천 ↔ 서부산   | 삼화고속 천일고속 | 인천         | ↔        | 부산서부 | 선산휴게소                   | -         | 1         | -         |                                                                   |
| 인천 ↔ 진주     | 중앙고속          | 인천         | ↔        | 진주     | 인삼랜드휴게소, 개양         | -         | 2         | -         | 2014년 4월 18일 우등 1대 일반전환 2015년 3월 23일 중간경유지 추가 |
| 인천 ↔ 진주     | 중앙고속          | 인천         | ↔        | 진주     | 인삼랜드휴게소, 진주혁신도시 | -         | 1         | -         |                                                                   |
| 인천공항 ↔ 김해 | 삼화고속          | 인천국제공항 | ↔        | 김해     | 인천, 선산휴게소, 장유       | -         | 2         | 1         | 2015년 6월 19일 신설 2016년 9월 13일 노선연장                     |

#### 88선
| 운행 노선   | 공동 운행사 | 운행구간 | 운행구간 | 운행구간 | 경유지       | 운행 대수 | 운행 대수 | 운행 대수 | 비고                              |
| 운행 노선   | 공동 운행사 | 운행구간 | 운행구간 | 운행구간 | 경유지       | 일반      | 우등      | 고급      | 비고                              |
| ----------- | ----------- | -------- | -------- | -------- | ------------ | --------- | --------- | --------- | --------------------------------- |
| 전주 ↔ 대구 | 삼화고속    | 전주     | ↔        | 동대구   | 서대구       | -         | 6         | -         |                                   |
| 전주 ↔ 부산 |             | 전주     | ↔        | 부산     | 전북혁신도시 | 1         | 9         | 2         | 2013년 6월 27일 일반 1대 우등전환 |

#### 동해선
| 운행 노선   | 공동 운행사 | 운행구간 | 운행구간 | 운행구간 | 경유지                       | 운행 대수 | 운행 대수 | 운행 대수 | 비고                 |
| 운행 노선   | 공동 운행사 | 운행구간 | 운행구간 | 운행구간 | 경유지                       | 일반      | 우등      | 고급      | 비고                 |
| ----------- | ----------- | -------- | -------- | -------- | ---------------------------- | --------- | --------- | --------- | -------------------- |
| 수원 ↔ 삼척 | 동부고속    | 수원     | ↔        | 삼척     | 횡성휴게소, 삼척해수욕장입구 | -         | 2         | -         | 2018년 7월 20일 신설 |

#### 이외 노선
아래 노선들은 국토교통부의 고속버스 운행계통표에 인가대수 또는 노선이 없으나, 코버스 전산망 상에서 취급하는 노선이다. 운행 구간은 북에서 남으로, 서에서 동으로 표기하였다.
| 운행 노선       | 공동 운행사 | 운행구간 | 운행구간 | 운행구간 | 경유지                                                                                      | 운행 횟수 | 비고                |
| --------------- | ----------- | -------- | -------- | -------- | ------------------------------------------------------------------------------------------- | --------- | ------------------- |
| 서울 ↔ 아산     |             | 서울경부 | ↔        | 아산     | 천안아산역, 서부휴게소, 둔포                                                                | 27        | [ 7 ]               |
| 서울 ↔ 안중     | 동양고속    | 서울경부 | ↔        | 안중     | 용이동, 평택대, 평택                                                                        | 8         | 동양고속이 단독운행 |
| 서울 ↔ 천안     |             | 서울경부 | ↔        | 천안     | 천안 나들목                                                                                 | 97        | 시외우등형 노선     |
| 서울 ↔ 평택     | 동양고속    | 서울경부 | ↔        | 평택     | 용이동, 평택대                                                                              | 56        | 동양고속이 단독운행 |
| 대구 ↔ 진해     | 천일고속    | 동대구   | ↔        | 진해     | 서대구, 내서, 마산                                                                          | 8         |                     |
| 대전 ↔ 전주     | 중앙고속    | 대전복합 | ↔        | 전주     | 대전청사, 호남제일문                                                                        | 16        |                     |
| 서울 ↔ 아산탕정 |             | 서울     | ↔        | 탕정     | 죽전, 신갈, 천안3공단, 선문대학교, 트라팰리스, 천안아산역, 탕정면사무소, 탕정삼성, 아산탕정 | 29        |                     |

#### 시외버스
- 인천 기점: 천안[9], 아산[9]

## 관할 면허지
경기도 안양시가 주 관할 면허지이다. 참고로 동양고속의 본사 차고지는 경기도 안양시 동안구 호계동 유통단지사거리 홈플러스 안양점 맞은편에 있으며, 군포시와 가깝다. 그리고 성남시와 용인시의 면허가 있는데 이는 한진고속을 인수할 때 그대로 넘어온 것이다. 현재 한진고속의 인수분을 포함하여 반입된 신차들은 일부 성남시 면허로 나온 차량들을 제외하고 모두 안양시의 면허로 나오고 있다. 다시 말해서, 한진고속의 인수분은 점차 안양시의 차적으로 이관하고 있다.

## 운행 차량
기아
- 기아 뉴 그랜버드 이노베이션 선샤인
- 기아 뉴 그랜버드 이노베이션 실크로드
- 기아 그랜버드 슈퍼 프리미엄 선샤인

현대자동차
- 현대 뉴 프리미엄 유니버스 익스프레스 노블
- 현대 뉴 프리미엄 유니버스 익스프레스 프레스티지
- 현대 뉴 프리미엄 유니버스 노블
- 현대 뉴 프리미엄 유니버스 노블EX
- 현대 뉴 프리미엄 유니버스 프레스티지
- 현대 뉴 프리미엄 유니버스 프레스티지 노블EX

## 차량 사진

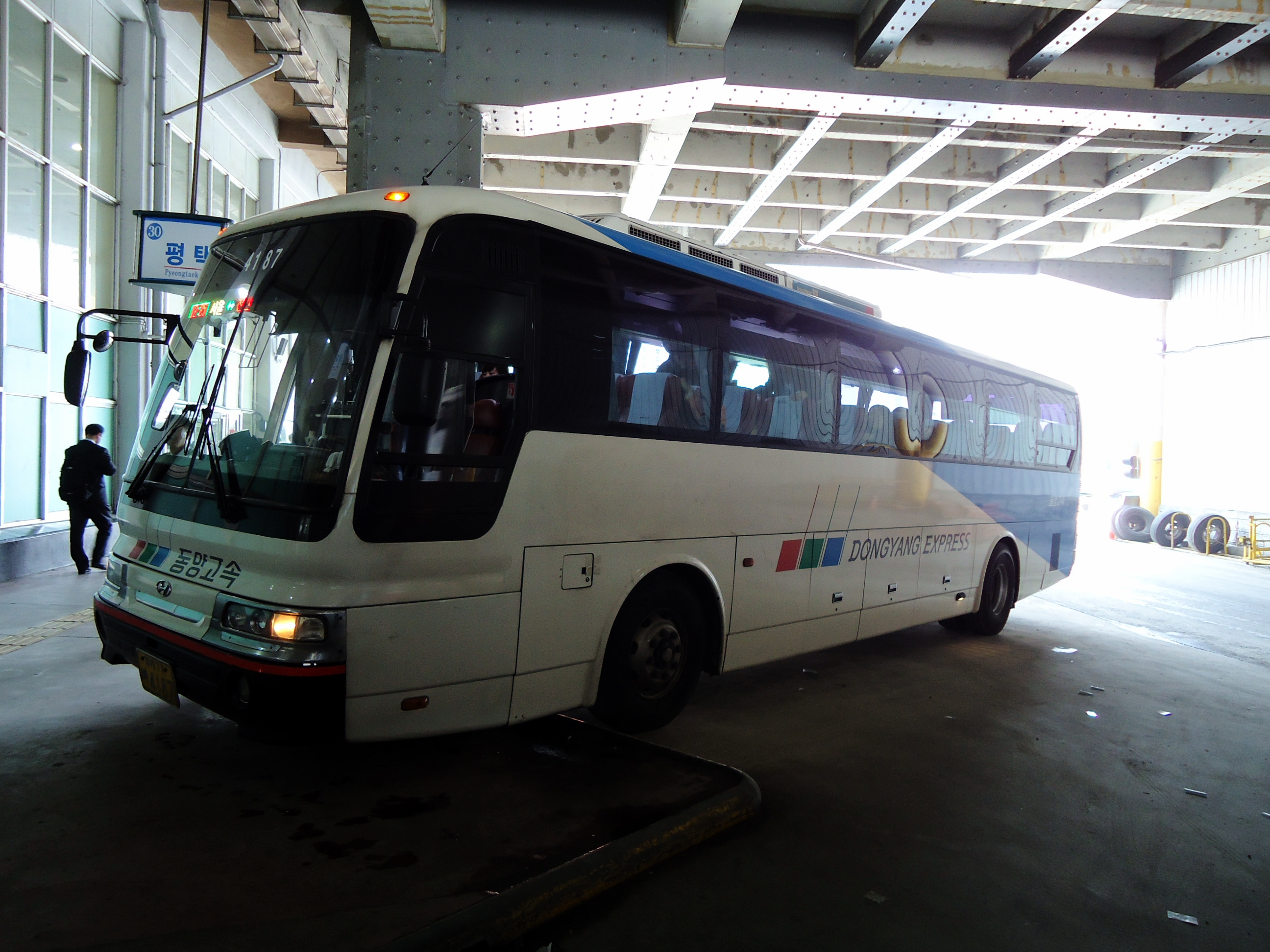
에어로 익스프레스 HSX (현재는 퇴역)
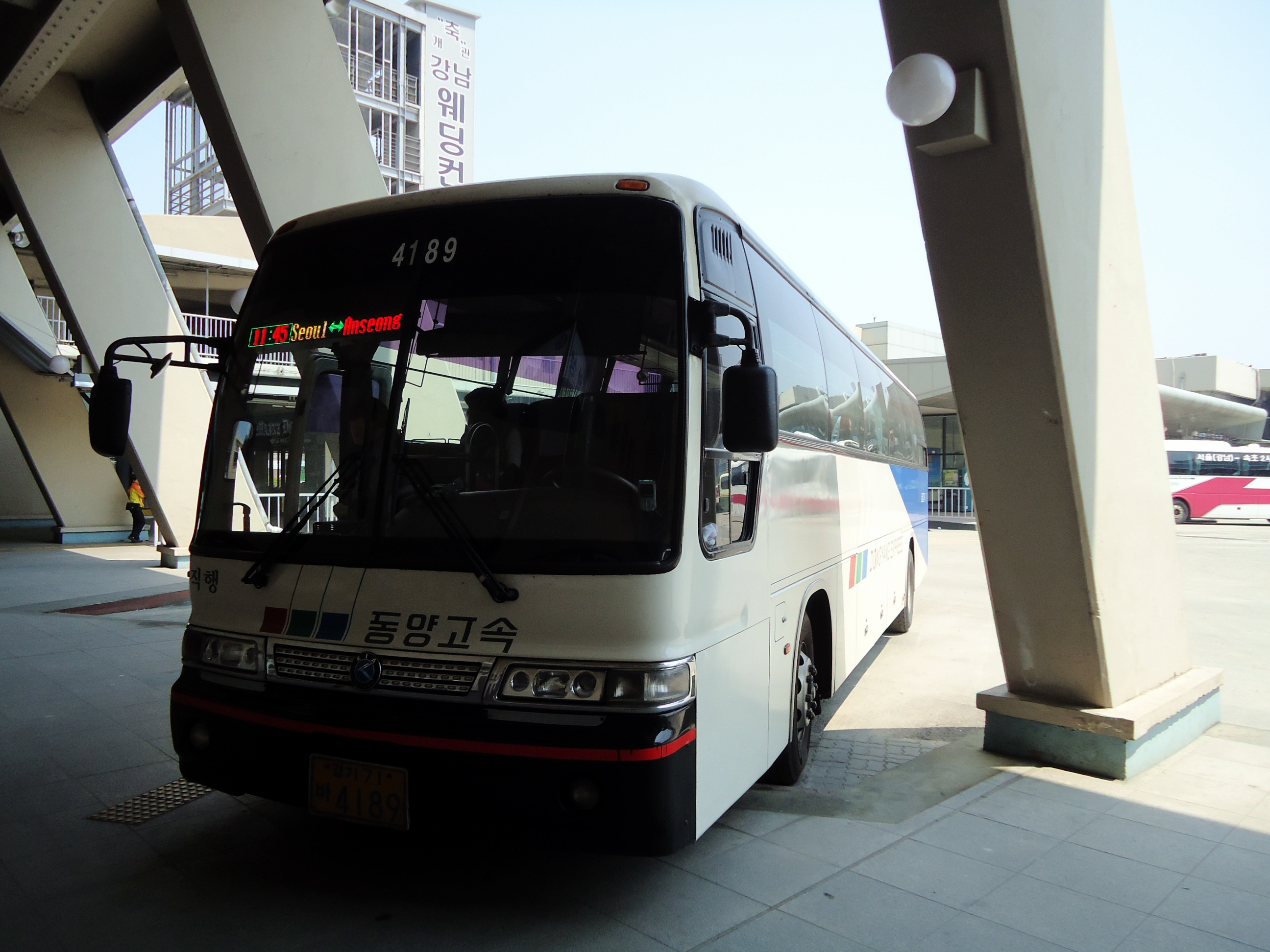
그랜버드 HD 블루스카이 (현재는 퇴역)
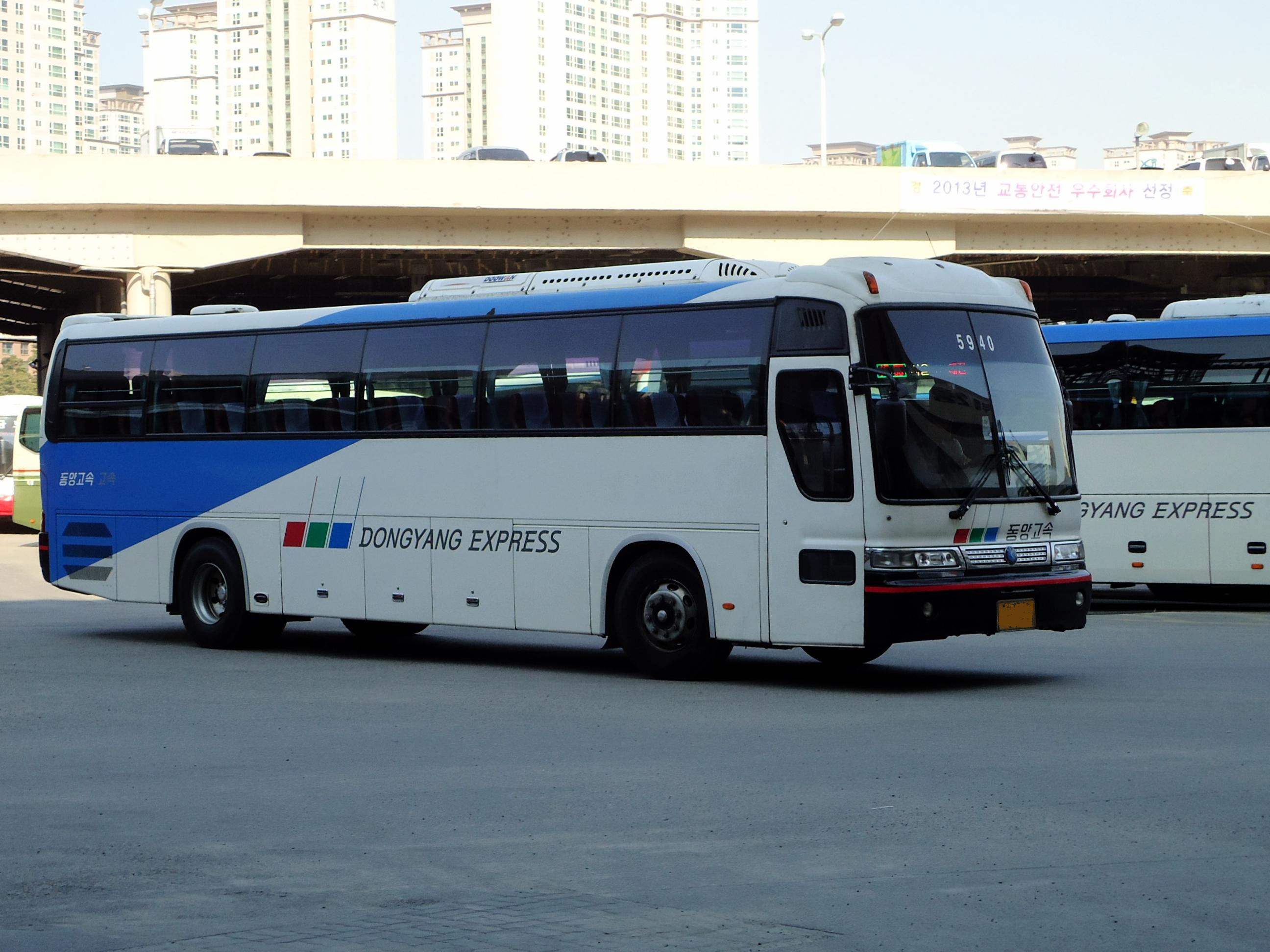
그랜버드 슈퍼프리미엄 선샤인 (현재는 퇴역)
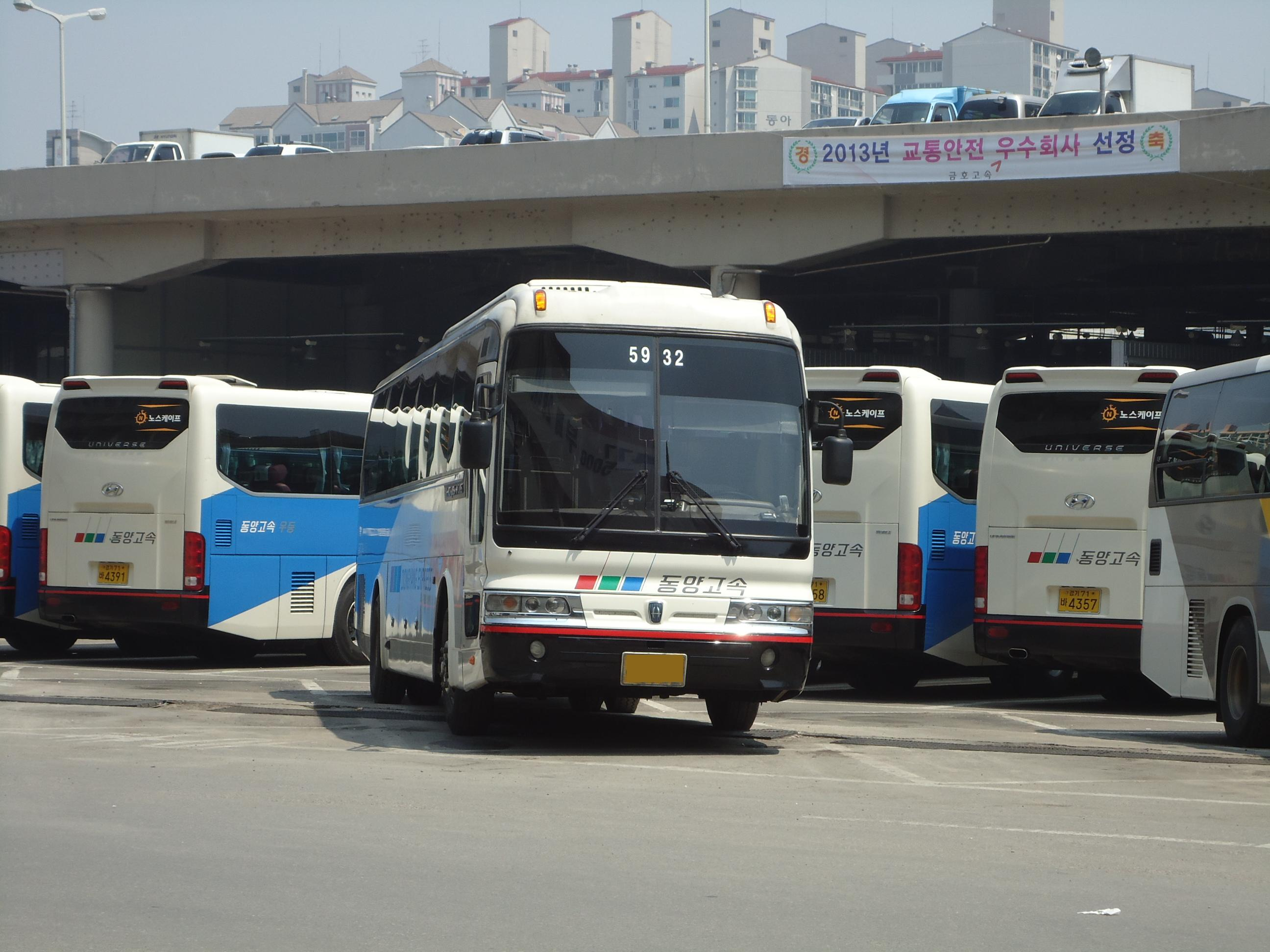
에어로 퀸 하이클래스 (한진고속 출신) (현재는 퇴역)
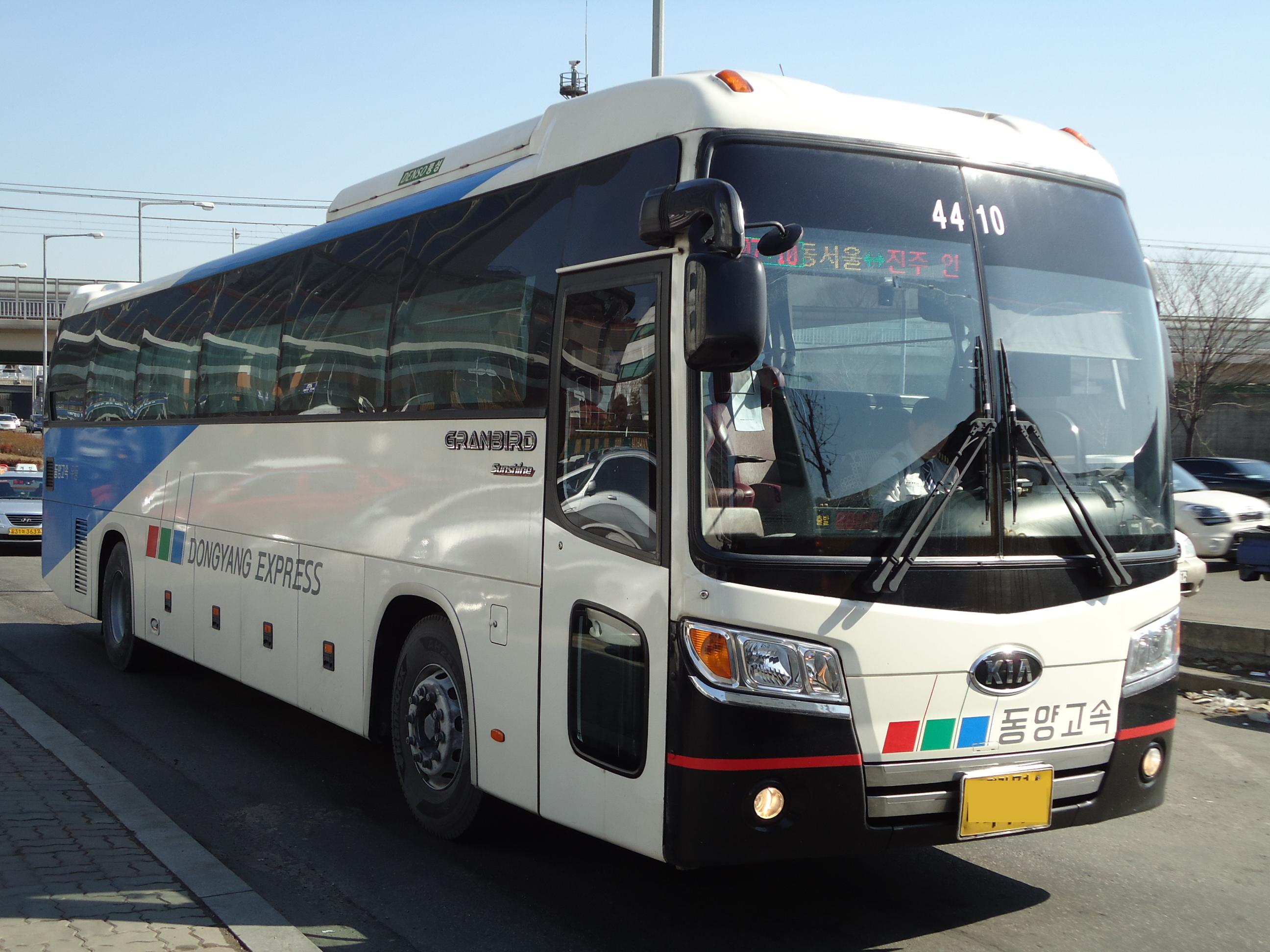
뉴 그랜버드 선샤인 (현재는 퇴역)
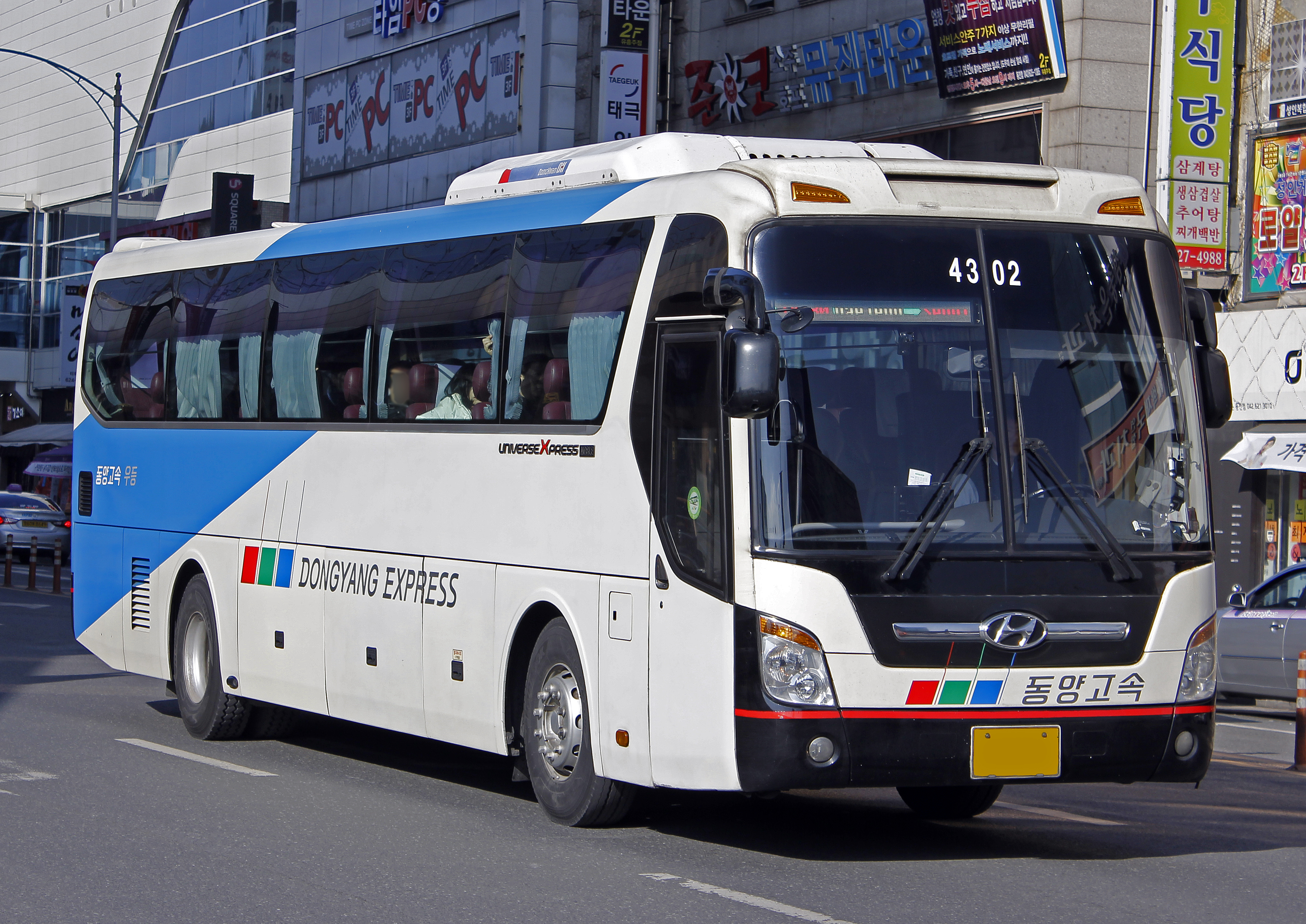
유니버스 익스프레스 노블 (현재는 퇴역)
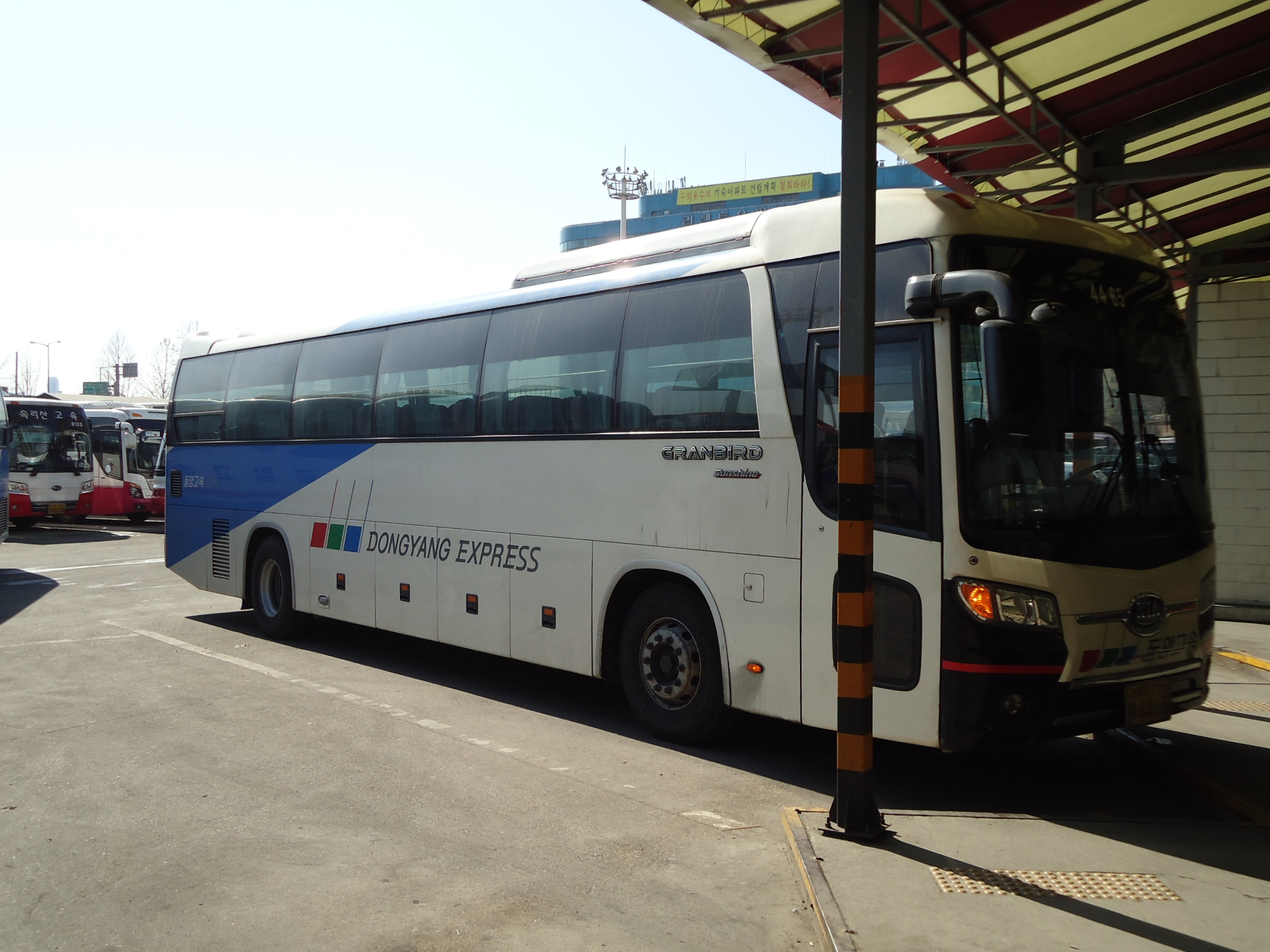
뉴 그랜버드 이노베이션 선샤인
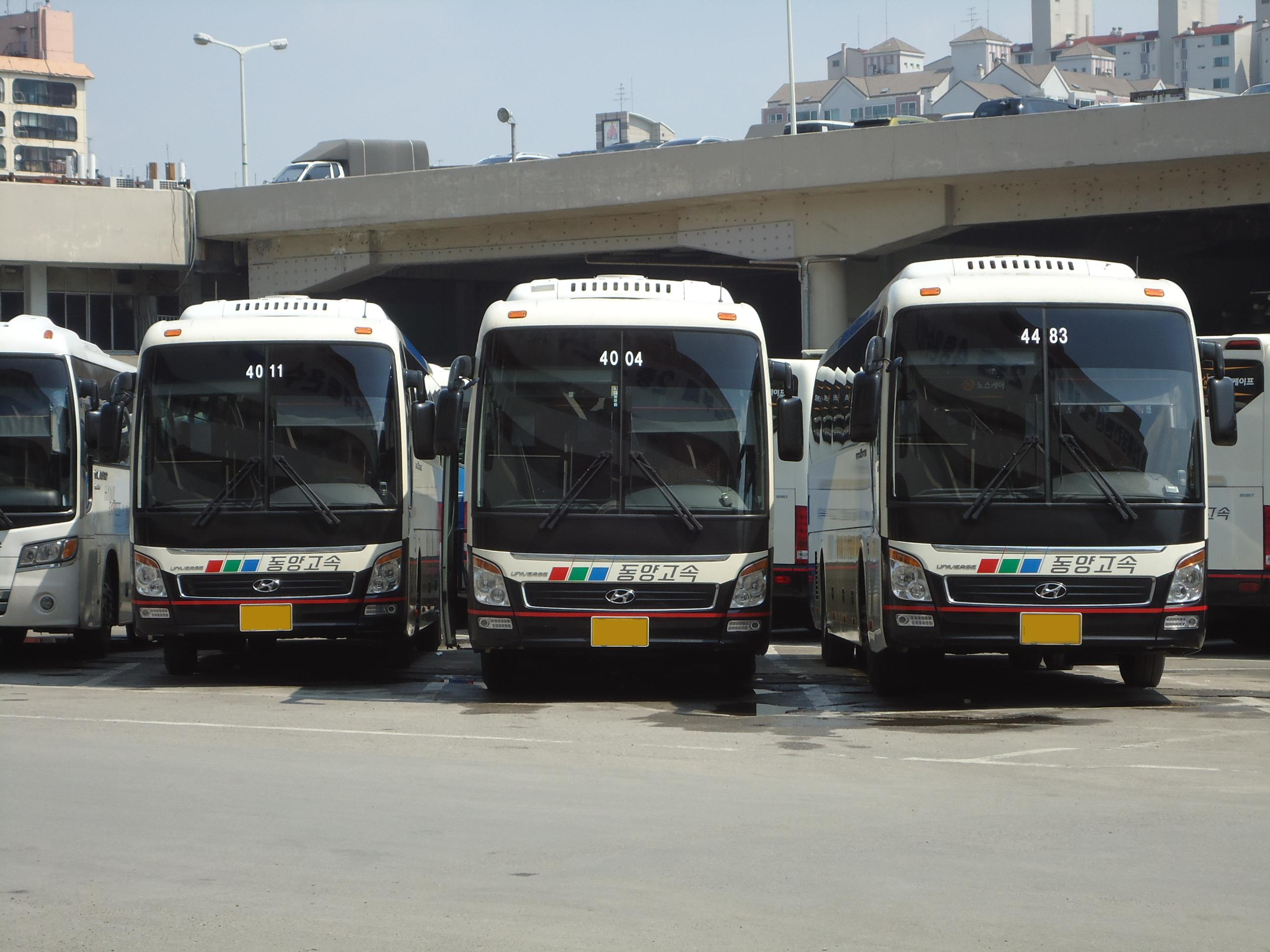
뉴 프리미엄 유니버스 익스프레스 노블
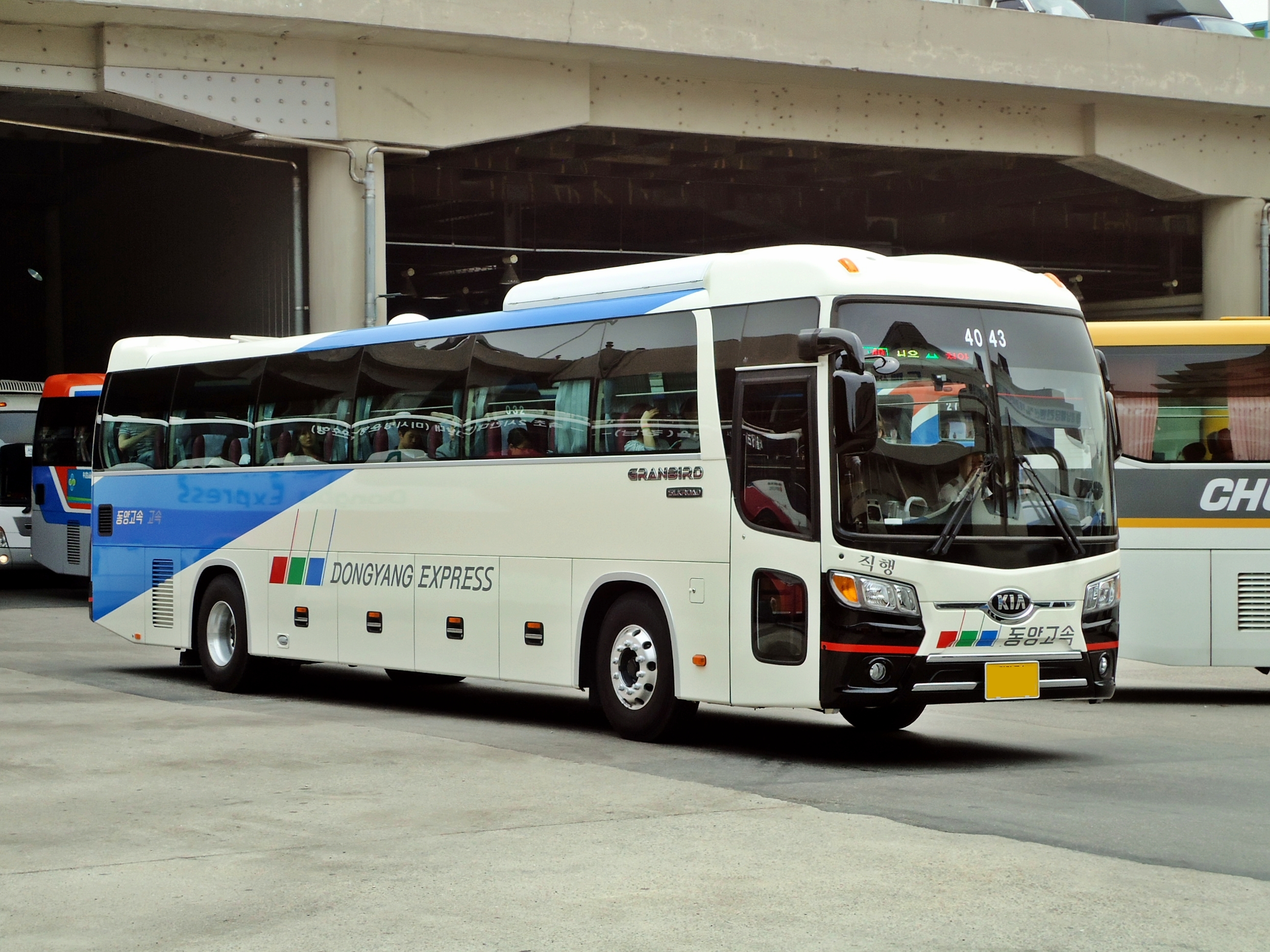
뉴 그랜버드 이노베이션 실크로드
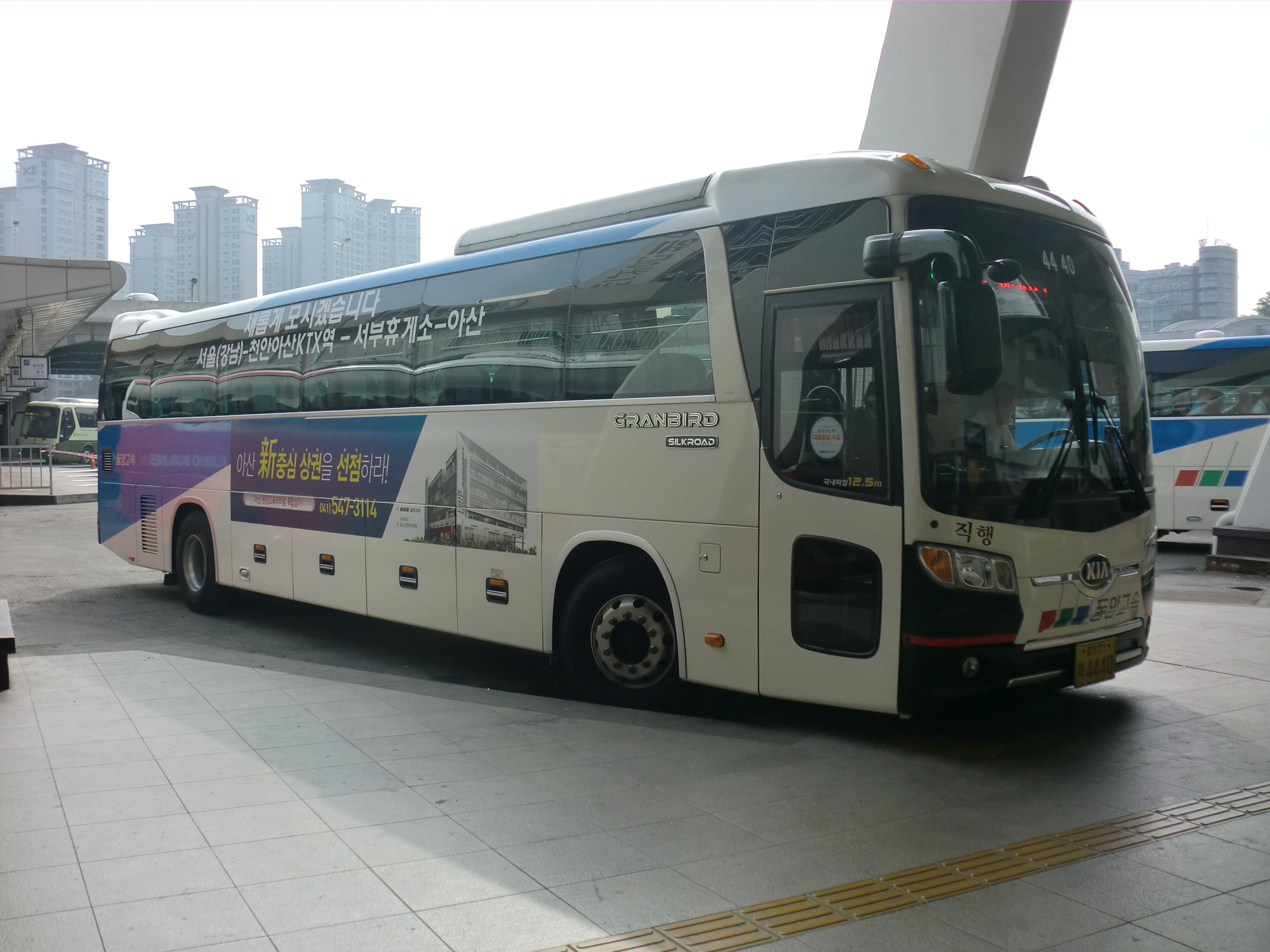
서울 ↔ 아산 노선